# Páporotni (Tuapsé, Krasnodar)
Páporotni (del ruso: Папоротный) es un jútor del raión de Tuapsé del krai de Krasnodar, en el sur de Rusia. Está situado en las estribaciones del Cáucaso Occidental, en la cabecera del río Pshish, 28 km al nordeste de Tuapsé y 95 km al sur de Krasnodar, la capital del krai. Tenía 111 habitantes en 1999.
Pertenece al municipio Oktiábrskoye.

## Historia
El jútor fue registrado en 1955 como localidad. En 1972 había 58 hogares y una brigada de trabajadores del sovjós productor de té Goitjki.